# Villa Oliveto
Villa Oliveto si trova in località Oliveto presso Civitella in Val di Chiana (AR).

## Storia e descrizione
La villa è posta sulle colline che digradano da Civitella verso la Valdichiana, appena fuori dalla cinta muraria dell'abitato di Oliveto; l'imponente facciata principale, orientata ad est, domina buona parte della Valdichiana. 
L'edificio attuale è frutto di un intervento ottocentesco, realizzato probabilmente su di un precedente fabbricato colonico, che gli ha conferito l'assetto ed il rigore della Casa Padronale, con la presenza del piano nobile, di quello di servizio sovrastante e dei locali destinati a frantoio e cantine ai livelli inferiori; il tutto è rimarcato dalla scansione delle aperture allineate su tutti i livelli fuori terra. 
La villa è circondata da un parco di ispirazione romantica, con notevoli esemplari di cedro e leccio, caratterizzato da un sinuoso percorso che digrada, dalla facciata principale, sui terrazzamenti coltivati ad olivi. L'edificio fu realizzato e fu dimora dei Conti Barbolani di Montauto; nel 1927 fu acquistato dalla famiglia Mazzi. Nel 1934 la Villa fu utilizzata come campo di addestramento para-militare per gli ustascia.

### Campo di internamento per ebrei e civili stranieri (1940-44)
Allo scoppio della seconda guerra mondiale, nel giugno 1940, la villa fu scelta come sede di un campo di internamento per civili di nazioni straniere ed ebrei. La struttura aveva una capienza di circa 70 persone. La carenza dei servizi igienici e sanitari, la mancanza cronica di acqua, l'inadeguatezza delle cucine rendevano assai precarie le condizioni di vita nel campo. L'arrivo il 28 gennaio 1942 di famiglie ebree dalla Libia (per un totale di 51 persone) rese ancora più difficile la situazione, vista la presenza di numerosi bambini e di donne in stato di gravidanza. Nel giugno 1942 si decise quindi che la struttura fosse soltanto a loro riservata, con il trasferimento di tutti gli altri internati in altre località. Con la caduta del fascismo nell'estate del 1943 si aprirono temporaneamente le porte del campo ma la maggior parte degli internati vi rimasero non avendo altro luogo in cui andare. Il 23 novembre 1943, ora sotto il controllo della Repubblica Sociale Italiana, il campo assunse la funzione di campo di concentramento provinciale, come preludio alla deportazione. Il 5 febbraio 1944, una sessantina di persone furono condotte dal campo alla carceri di Firenze e quindi al campo di Fossoli. Trattandosi di ebrei di nazionalità inglese, essi non furono destinati alla morte  ad Auschwitz ma deportati come ostaggi al campo di concentramento di Bergen-Belsen, dove vissero 4 mesi prima della Liberazione. Il campo di Oliveto, dove erano rimaste solo una decina di persone, fu definitivamente chiuso nel maggio-giugno 1944. 

### Il dopoguerra
Nel 1980 la famiglia Mazzi ha ceduto la proprietà alla Amministrazione Comunale di Civitella in Val di Chiana che ha destinato l'edificio a sede di Centro di documentazione sui campi di concentramento.